# Kryptopterus minor
Kryptopterus minor är en fiskart som beskrevs av Roberts, 1989. Kryptopterus minor ingår i släktet Kryptopterus och familjen malfiskar. IUCN kategoriserar arten globalt som nära hotad. Inga underarter finns listade i Catalogue of Life.